# Dutaillyea amosensis
Dutaillyea amosensis är en vinruteväxtart som först beskrevs av André Guillaumin, och fick sitt nu gällande namn av Thomas Gordon Hartley. Dutaillyea amosensis ingår i släktet Dutaillyea och familjen vinruteväxter. Inga underarter finns listade i Catalogue of Life.